# René Froger (hockey sur glace)
Pour les articles homonymes, voir René Froger et Froger.
René Alfred Froger (né le 29 juillet 1892 à Versailles - mort le 3 février 1945 dans le camp de concentration de Gusen), est un joueur français de hockey sur glace.

## Biographie
Cet ancien combattant de 1914-1918 est venu s'installer à Briançon dans le département des Hautes-Alpes. Il a œuvré pour le développement du hockey sur glace dans cette ville. Le club de Briançon est créé en 1935. Après avoir évolué dans l'équipe, il a également été président du club.
En 1941, l'équipe atteint la finale de 1e série, qui ne fut jamais disputée en raison de la Seconde Guerre mondiale. En demi-finale, elle avait battu Chamonix 2-0 et devait affronter Paris.
En 1943, il est arrêté par la Gestapo. Il meurt déporté lors de la Seconde Guerre mondiale en 1945.
En 1947, son nom est donné à une rue de Briançon. Le 6 septembre 1994, le nom de René Froger est donné à la patinoire de la ville haute lors de la commémoration du 50e anniversaire de la libération de Briançon.